# 多鱗亞口魚
多鱗亞口魚（學名：Catostomus tsiltcoosensis）為輻鰭魚綱鯉形目亞口魚科的其中一種，為溫帶淡水魚，分布於北美洲美國奧勒岡州休斯勞河以南到錫克斯河流域，體長可達4.4公分，棲息在沿海礫石底質的淡水溪流及半鹹水域，生活習性不明。 